# Nordische Skiweltmeisterschaften 1933/Skispringen
Bei den Nordischen Skiweltmeisterschaften 1933 in der Tiroler Landeshauptstadt Innsbruck in Österreich kam ein Wettbewerb im Skispringen zur Austragung.
Der Sprunglauf von der Bergiselschanze (K-70) fand am Sonntag, dem 12. Februar 1933 ab 11 Uhr (MEZ) vor etwa 30.000 Zuschauern statt. Im Wettbewerb starteten 88 der ursprünglich gemeldeten 104 Sportler.
Den Auftakt bildeten die außer Konkurrenz angetretenen norwegischen Weltklasseskispringer Randmod Sörensen (71,0 m), Sigmund Ruud (64,0 m), Birger Ruud (74,5 m) und Ulleberg (56,0 m). Der Schanzenrekord von Birger Ruud wurde dabei minutenlang von den Zuschauern beklatscht.
Zum Weltmeister krönte sich überraschend der Schweizer Marcel Raymond. Auf den Plätzen folgten der Deutschböhme Rudolf Burkert und der Schwede Sven Erikson.

## Großschanze K-70
| Platz | Sportler                  | Land                      | Weite 1 | Weite 2 | Note   |
| ----- | ------------------------- | ------------------------- | ------- | ------- | ------ |
| 1     | Marcel Reymond            | Schweiz                   | 69,0 m  | 70,5 m  | 224,00 |
| 2     | Rudolf Burkert            | Tschechoslowakei (HDW)    | 68,0 m  | 70,0 m  | 213,80 |
| 3     | Sven Erikson (Selånger)   | Schweden                  | 64,5 m  | 66,0 m  | 210,90 |
| 4     | Hans Ostler               | Deutsches Reich           | 63,0 m  | 70,0 m  | 208,70 |
| 5     | Gustav Müller             | Deutsches Reich           | 60,0 m  | 68,5 m  | 207,60 |
| 6     | Josef Gumpold             | Österreich                | 59,5 m  | 70,5 m  | 204,80 |
| 7     | Josef Lucke               | Österreich                | 59,5 m  | 66,5 m  | 201,80 |
| 8     | Izydor Gąsienica-Łuszczek | Polen                     | 57,0 m  | 64,5 m  | 200,00 |
| 9     | Eduard Galeitner          | Österreich                | 59,5 m  | 64,0 m  | 197,50 |
| 10    | Rudolf Hrabie             | Österreich                | 61,0 m  | 62,0 m  | 197,20 |
| 10    | Alois Kratzer             | Deutsches Reich           | 57,0 m  | 62,0 m  | 197,20 |
| 12    | Franz Kraus               | Tschechoslowakei (HDW)    | 60,5 m  | 68,0 m  | 195,10 |
| 13    | Walter Hain               | Tschechoslowakei (HDW)    | 53,5 m  | 64,0 m  | 194,80 |
| 14    | Harald Reinl              | Österreich                | 59,5 m  | 66,5 m  | 194,80 |
| 15    | Karl Dietl                | Deutsches Reich           | 59,5 m  | 63,5 m  | 194,20 |
| 16    | Walter Delle Karth sen.   | Österreich                | 56,5 m  | 64,5 m  | 193,10 |
| 17    | Leo Gasperl               | Österreich                | 58,0 m  | 60,0 m  | 192,30 |
| 18    | Wily Möhwald              | Tschechoslowakei (HDW)    | 54,0 m  | 58,0 m  | 186,30 |
| 19    | Franz Aschenwald          | Österreich                | 56,0 m  | 57,0 m  | 186,20 |
| 20    | Hans Hauser               | Österreich                | 57,0 m  | 60,0 m  | 182,70 |
| 21    | Max Fischer               | Deutsches Reich           | 54,0 m  | 57,5 m  | 182,50 |
| 22    | Hans Leonhardt            | Deutsches Reich           | 59,5 m  | 57,0 m  | 182,40 |
| 23    | Walter Weissenbacher      | Österreich                | 54,0 m  | 58,0 m  | 180,40 |
| 24    | Gustav Hentschel          | Österreich                | 57,0 m  | 58,0 m  | 179,50 |
| 25    | Edwin Hartmann            | Österreich                | 54,5 m  | 58,0 m  | 179,10 |
| 26    | Walter Prager             | Schweiz                   | 51,5 m  | 56,5 m  | 179,00 |
| 27    | Bronislaw Czech           | Polen                     | 55,0 m  | 55,0 m  | 178,70 |
| 28    | Jaroslav Lukeš            | Tschechoslowakei (SL RČS) | 54,0 m  | 55,0 m  | 178,20 |
| 29    | Fritz Nemetz              | Österreich                | 54,0 m  | 54,5 m  | 177,10 |
| 30    | Oswald Pittermann         | Tschechoslowakei (HDW)    | 56,0 m  | 54,0 m  | 176,30 |
| 31    | Harald Hedjerson          | Schweden                  | 51,5 m  | 49,5 m  | 171,40 |
| 32    | Kurt Schalhammer          | Österreich                | 53,0 m  | 51,5 m  | 171,10 |
| 33    | Fritz Hein                | Tschechoslowakei (HDW)    | 47,5 m  | 54,0 m  | 169,70 |
| 33    | Rudolf Vrána              | Tschechoslowakei (SL RČS) | 49,5 m  | 50,0 m  | 169,70 |
| 35    | Hubert Salcher            | Österreich                | 53,5 m  | 56,0 m  | 169,50 |
| 36    | Karl Gumpold              | Österreich                | 48,5 m  | 54,0 m  | 168,60 |
| 37    | Adolf Putz                | Österreich                | 50,5 m  | 50,0 m  | 166,60 |
| 38    | Rudolf Krisner            | Österreich                | 50,5 m  | 50,0 m  | 166,10 |
| 39    | Franc Palme               | Jugoslawien               | 50,5 m  | 51,0 m  | 166,00 |
| 40    | Karl Menzer               | Deutsches Reich           | 49,5 m  | 52,0 m  | 163,10 |
| 41    | Hannes Schroll            | Österreich                | 64,0 m  | 70,0 m* | 157,80 |
| 42    | Josef Sailer              | Österreich                | 59,5 m  | 69,5 m* | 154,40 |
| 43    | Hans Eder I               | Österreich                | 42,5 m  | 45,0 m  | 152,50 |
| 44    | Guy Nixon                 | Vereinigtes Königreich    | 47,0 m  | 46,5 m  | 151,20 |
| 45    | Bohuslav Kadavý           | Tschechoslowakei (SL RČS) | 46,5 m  | 47,0 m  | 147,50 |
| 46    | Franz Häckel              | Deutsches Reich           | 60,0 m  | 69,0 m* | 146,40 |
| 47    | Gustav Lantschner         | Österreich                | 59,5 m* | 64,0 m  | 143,00 |
| 48    | Jakob Pargätzi            | Schweiz                   | 57,0 m  | 62,0 m* | 141,70 |
| 49    | Anton Bader               | Deutsches Reich           | 68,5 m  | 66,5 m* | 141,30 |
| 50    | Ernesto Zardini           | Italien                   | 57,5 m  | 63,0 m* | 141,00 |
| 51    | Mario Bonomo              | Italien                   | 58,0 m  | 71,0 m* | 140,40 |
| 52    | Ernst Maurer              | Schweiz                   | 60,5 m  | 63,5 m* | 137,80 |
| 53    | Josef Klingler            | Österreich                | 60,5 m* | 59,0 m  | 136,20 |
| 54    | Ino Dallago               | Italien                   | 54,5 m  | 61,5 m* | 133,30 |
| 55    | Markus Maier              | Österreich                | 61,0 m  | 64,0 m* | 133,20 |
| 56    | Erwin Priebsch            | Tschechoslowakei (HDW)    | 57,0 m* | 59,0 m  | 130,80 |
| 56    | Franz Reiser              | Deutsches Reich           | 54,0 m* | 60,0 m  | 130,80 |
| 58    | Anton Schauer             | Österreich                | 58,0 m  | 61,0 m* | 128,90 |
| 59    | Ernst Feuz                | Schweiz                   | 59,5 m  | 60,5 m* | 128,80 |
| 60    | Antonín Bartoň            | Tschechoslowakei (SL RČS) | 57,0 m  | 61,5 m* | 128,40 |
| 61    | Piotr Kolesar             | Polen                     | 54,0 m* | 56,0 m  | 126,30 |
| 62    | Eugen Wohlgenannt         | Österreich                | 55,5 m* | 61,0 m  | 120,8  |
| 63    | Josef Dolensky            | Tschechoslowakei (SL RČS) | 55,0 m  | 58,0 m* | 119,40 |
| 64    | Hans Marr                 | Deutsches Reich           | 50,5 m* | 59,5 m  | 119,30 |
| 65    | Karl Cordin               | Österreich                | 58,0 m  | 57,0 m* | 119,00 |
| 66    | Robert Niklas             | Österreich                | 53,0 m  | 57,0 m* | 117,80 |
| 67    | Robert Schuler            | Österreich                | 60,0 m  | 60,0 m* | 116,30 |
| 68    | Matthias Wörndle          | Deutsches Reich           | 53,5 m* | 54,5 m  | 114,80 |
| 69    | Gregor Höll               | Österreich                | 60,0 m* | 71,0 m* | 112,00 |
| 70    | Alexander Möchl           | Österreich                | 48,5 m* | 53,5 m  | 110,30 |
| 70    | Anton Eisgruber           | Deutsches Reich           | 51,0 m* | 54,0 m  | 109,90 |
| 72    | Bruno Caneva              | Italien                   | 66,5 m* | 70,0 m* | 109,90 |
| 73    | Jan Legierski             | Polen                     | 53,5 m  | 57,0 m* | 109,40 |
| 74    | František Šimůnek         | Tschechoslowakei (SL RČS) | 44,5 m  | 58,0 m* | 108,60 |
| 75    | Otto Warg                 | Deutsches Reich           | 48,5 m  | 53,0 m* | 107,70 |
| 76    | Stanislaw Marusarz        | Polen                     | 66,5 m* | 71,0 m* | 106,20 |
| 77    | Hermann Gugganig          | Österreich                | 47,0 m  | 56,0 m* | 103,90 |
| 78    | Bogomir Sramel            | Jugoslawien               | 50,5 m* | 54,5 m  | 100,6  |
| 79    | Alfred Stoll              | Deutsches Reich           | 65,0 m* | 71,5 m* | 92,5   |
| 80    | Franz Keglovitsch         | Österreich                | 42,5 m  | 43,5 m* | 90,50  |
| 81    | Friedrich Lexen           | Rumänien                  | 43,0 m  | 48,0 m* | 88,80  |
| 82    | Georg Hopf                | Deutsches Reich           | 58,0 m* | 64,0 m* | 80,80  |
| 83    | Max Hauser                | Österreich                | 60,0 m* | 65,5 m* | 80,00  |
| 84    | Erwin Stöffler            | Österreich                | 60,0 m* | 64,0 m* | 77,50  |
| 85    | Hans Nöbl                 | Österreich                | 56,0 m* | 58,0 m* | 69,80  |
| 86    | Theo Schluge              | Österreich                | 49,5 m* | 60,5 m* | 59,50  |
| 87    | Paul Henckel              | Deutsches Reich           | 57,0 m* | 54,5 m* | 58,00  |
| 88    | Erich Meier               | Deutsches Reich           | 52,5 m* | 47,5 m  | 51,30  |
| ?     | Hans Mariacher            | Österreich                | ?       | –       | –      |
| DNS   | Fritz Kaufmann            | Schweiz                   | –       | –       | –      |
| DNS   | Cesare Chiogna            | Schweiz                   | –       | –       | –      |
| DNS   | Jean Lassueur             | Schweiz                   | –       | –       | –      |

Datum: Sonntag, 12. Februar 1933
Teilnehmer: 104 gestartet; 88 gewertet;
Sprungschanze: Bergiselschanze